# بيل إدواردز
بيل إدواردز (بالإنجليزية: Monk Edwards)‏ (و. 1920 – 2009 م) هو لاعب كرة قدم، ومحامي، ولاعب كرة قدم أمريكية، من الولايات المتحدة، ولد في تكساس، مركز لعبه هو مركز ‏، توفي عن عمر يناهز 89 عاماً.

## روابط خارجية
- بيل إدواردز على موقع مرجع كرة القدم المحترفة.كوم (الإنجليزية)